# Bērzkalnes pagasts
Bērzkalnes pagasts er en territorial enhed i Balvu novads i Letland. Pagasten etableredes i 1945, havde 585 indbyggere i 2010 og 498 indbyggere i 2016 og omfatter et areal på 102,75 kvadratkilometer. Hovedbyen i pagasten er Bērzkalne.